# به طور کامل ناپدید شوند (فیلم ۲۰۲۲)
به طور کامل ناپدید شوند (به انگلیسی: Disappear Completely) یک فیلم مکزیکی ترسناک فیلم هیجان‌انگیز محصول ۲۰۲۲ مکزیکی به کارگردانی و تهیه‌کنندگی مشترک لوئیس است. خاویر هناین که به همراه ریکاردو آگوادو-فنتانس فیلم را نیز نویسندگی کرده است. هارولد تورس در نقش سانتیاگو، یک روزنامه‌نگار بی‌وجدان عکس‌خبرنگار که پس از بازدید از صحنه جنایت، شروع به از دست دادن تدریجی هر یک از پنج حواس خود می‌کند.
«به‌طور کامل ناپدید» در فستیوال فوق‌العاده در سال ۲۰۲۲ نمایش داده شد. در ۱۰ اسفند ۱۴۰۲  (۲۹ فوریه ۲۰۲۴) توسط توزیع مانتیکور در مکزیک اکران شد. و در نتفلیکس در ۲۴ فروردین ۱۴۰۳ (۱۲ آوریل ۲۰۲۴) منتشر شد.